# Constantin-Brunner-Stiftung
Die Constantin-Brunner-Stiftung zu Hamburg war eine kulturelle Stiftung, die die wissenschaftliche Erforschung und kritische Diskussion von Leben, Werk und Wirkung des deutsch-jüdischen Philosophen Constantin Brunner (1862–1937) förderte. Sie war damit neben dem Internationaal Constantin Brunner Instituut (ICBI) die jüngere von zwei Stiftungen, die sich der Person Brunner verschrieben hatten. Die zuletzt lange in Personalunion mit dem ICBI geführte Stiftung wurde Ende 2021 aufgelöst, um die Ressourcen auf das größere ICBI zu konzentrieren.

## Aufgaben und Ziele
Nach eigenen Angaben war die Stiftung bestrebt, der Öffentlichkeit den Zugang zu Brunners Werk und zu seinem grundlegenden Denken zu ermöglichen. Insbesondere sollte die Fruchtbarkeit dieser Philosophie auf den verschiedenen Gebieten des Denkens erwiesen, ihre Beziehung zu den richtunggebenden Strömungen und Theorien geklärt und ihre praktische Anwendbarkeit aufgezeigt werden.
Zu diesem Zweck förderte die Stiftung Neuauflagen vergriffener Werke Brunners, wissenschaftliche Arbeiten und andere Aktivitäten, die sich auf das Werk Brunners, durchaus auch kritisch, bezogen. Diese Förderung bestand, im Rahmen der begrenzten Möglichkeiten der Stiftung, v. a. in Druckkostenzuschüssen, als Ausnahme wurden auch Stipendien in Aussicht gestellt.

## Geschichte
1975 gründeten Leo Sonntag zu Paris und Walter Bernard zu New York die Stiftung. Sie wurde bis 1993 vom Hamburger Literaturwissenschaftler Heinz Stolte geleitet. Seitdem war Jürgen Stenzel Vorsitzender, der zugleich den Vorsitz des ICBI innehatte, wodurch die beiden Stiftungen in Personalunion vereint waren. Durch Änderung der Gesetzeslage, welche die Begünstigung einer Stiftung im europäischen Ausland erleichterte, konnte die Stiftung Ende 2021 nach einer Satzungsänderung eine Fusion mit dem größeren ICBI in Form einer formellen Auflösung durchführen. Das Stiftungskapital wird dabei nach einer Frist dem ICBI übertragen.

### Vorsitzende
- 1975–1993: Heinz Stolte
- 1993–2021: Jürgen Stenzel

-Auflösung Ende 2021-